# 信濃鉄道の電車
信濃鉄道の電車（しなのてつどうのでんしゃ）
本項では、信濃鉄道（現在の東日本旅客鉄道大糸線の前身）が1925年（大正14年）の電化に際し、製造した電車群について記述する。

## 概要
日本車輌製造の本社（名古屋）で製造された木製車で、両運転台の三等制御電動車（デハ1形）、両運転台の三等郵便荷物合造制御電動車（デハユニ1形）、両運転台の三等制御付随車（ホハ1形）の3種が1925年から1927年（昭和2年）までの3次にわたり、10両が製造された。電動車のうち2両は、1926年（大正15年）に信濃鉄道の支線として開業した池田鉄道が、1936年（昭和11年）に経営不振により電気運転を廃止した際に譲り受けたものである。
3形式とも共通した形態を持っており、車体長15,850mm、最大長16,800mm、車体幅2,590mm、最大幅2,700mm、屋根高3,750mm、パンタグラフ折畳み高4,112mmで、側窓の高さ610mm、客室扉幅914mmで、妻面はフラットな非貫通の3枚窓、側面は出入口のステップ部分で斜めに切り下げた構造、屋根は二重のモニター屋根で、台車はブリル27MCB-2を装着する。
制御装置は、電動発電機なしの間接非自動制御(HL)式で、主電動機はウェスティングハウス・エレクトリック(WH)社製のWH-556-J6（端子電圧750V時定格出力74.6kW 定格回転数985rpm）または三菱電機製MB-98A（端子電圧750V時定格出力74.6kW 定格回転数890rpm）を各4基装備する。MB-98Aは提携先であるWH社のWH-556-J6の設計をコピーして製作されたと伝えられているが、技術的に未熟な時期の製品であったためか、定格回転数が890rpmとオリジナルに比して95rpm低く抑えられており、このため歯車比はWH社製は1:3.45、三菱製は1:3.14と変更してあって、買収時に与えられた鉄道省制式形式もそれぞれMT33、MT34と完全に別形式として取り扱われていた。
集電装置は、WH社製の大型のパンタグラフを搭載していたが、鉄道省買収後に標準型のPS13に交換されている。
製造年度によって細部は異なっており、1925年製は妻面の窓がすべて同じ高さで、運転室部分の側窓は幅500mm、連結器の両側にはアンチクライマーが装備されているが、1926年（大正15年）、1927年製は運転士の前方看視の便を図るため、前面中央窓の高さを大きくし、運転台を拡大したため、側窓が610mmになっており、アンチクライマーも装備していない。
これらは、1937年（昭和12年）6月1日付けで信濃鉄道が買収・国有化され大糸南線となったのにともない、この時点で在籍していた10両（デハ5両、デハユニ2両、ホハ3両）が鉄道省籍に編入され、それぞれモハ20形、モハユニ21形、クハ29形の省形式が付与された。
これらは、地方線区で酷使もされなかったことから状態が比較的良好で、買収後も大糸南線を離れることなく、戦後に転入した省形鋼製車に伍して1955年（昭和30年）まで営業用に使用され、多くが私鉄に譲渡された。

## 形式

### デハ1形（モハ20形）
基幹形式となる制御電動車で、側面窓配置は1D232D232D1、定員は100人、自重は32.19tである。鉄道省買収時には5両（デハ1 - 3, 5, 6）が存在したが、そのうち2両（デハ1, 3）は、前述の池田鉄道譲受けの2代目（1926年製）である。初代デハ1, デハ3は、デハ2とともに信濃鉄道電化時（1925年）に用意されたもので、残るデハ5, 6は1927年製の増備車である。初代デハ1, デハ3は、池田鉄道からの譲受車入線時に電装解除され、ホハ2, ホハ3となっている。2代目デハ1, デハ3の池田鉄道時代の旧番号は、それぞれデハ2, デハ1である。
鉄道省買収時にはモハ20形と制定され、旧番号順に20001 - 20005と改番されたが、1949年（昭和24年）10月に、20003が電装品の予備確保のため電装解除され、クハ29形（29013）となっている。1953年（昭和28年）6月1日付けで施行された車両形式称号規程改正ではモハ1100形とされ、残存の4両が1100 - 1103に改番された。その後、1954年（昭和29年）9月に1102が車種調整のため電装解除のうえクハ5110形（5110）に改番（この時点で5100と振替え）され、残りも1955年3月に廃車された。

### デハユニ1形（モハユニ21形）
デハ1形に郵便荷物扱い設備を付加した構造の制御電動車で、1925年の信濃鉄道電化時に2両（デハユニ1, 2）が製造された。側面窓配置は1D（荷）2D（郵）12D232D1、定員は66人、荷物室荷重1t、郵便室荷重2t（郵袋144個）、自重は31.65tである。
鉄道省買収時にはモハユニ21形と制定され、旧番号順に21001，21002となったが、1951年（昭和26年）12月に21002が廃車となり、1953年6月の車両形式称号規程改正では残っていた21001がモハユニ3100形(3100)とされた。その後、1954年4月に車種調整のため電装解除のうえクハユニ7100形(7100)に改番され、1955年3月に廃車された。

### ホハ1形（クハ29形）
ホハ1形は、デハ1形の電装を排した形態の制御車で、側面窓配置と定員はデハ1形と同様、自重は24.94tである。鉄道省買収時には3両が存在したが、うち2両（ホハ2, ホハ3）は、前述のように池田鉄道譲受車の入線時に初代デハ1, デハ3を電装解除したもので1925年製、ホハ1は1926年製の増備車である。
買収後は、クハ29形が制定され、旧番号順に29001 - 29003となった。戦後の1949年10月には20003が電装解除のうえ本形式に編入され、29013となったが、1951年12月に廃車。残りは1953年6月の車両形式称号規程改正でクハ5100形（5100 - 5102）に改められた。その後、1954年3月に全車が廃車となっている（5100は1102と振替えの上5110となる）が、5102の廃車体が1954年3月に豊川分工場内で失火全焼したクエ9120（旧クハ17形改造）と振替えられ、1963年（昭和38年）8月まで存在した。

## 譲渡
本系列は、地方鉄道での使用に適した大きさ、構造であったことから多くが私鉄へ譲渡され、鋼体化の種車となった。譲渡の状況は、次のとおりである。
- 21002（1951年） - 上信電気鉄道デハ12（1952年10月鋼体化） → 廃車（1970年）
- 29013（1951年） - 松本電気鉄道クハ16（1952年） → クハ102（1964年。鋼体化） → 廃車（1986年）

- 1100（1955年） - 上田丸子電鉄モハ5263 → モハ5363（1958年制御器改造） → モハ5372（1960年小田急クハ1650形の車体と振替え） → 廃車（1986年）
- 1101（1955年） - 上毛電気鉄道デハ801 → 車体更新（1962年） → 廃車（1981年）
- 1103（1955年） - 長野電鉄モハ1 （2代） → モハ1101（1961年鋼体化） → 豊橋鉄道モ1811 （初代）（1979年）→ 廃車（1997年）
- 5100（1954年） - 上田丸子電鉄モハ5262 → モハ5362（1958年制御器改造） → モハ5371（1960年小田急クハ1650形の車体と振替え） → 廃車（1986年）
- 5101（1955年） - 上田丸子電鉄クハ262 → 廃車（1961年）
- 5110（1955年） - 長野電鉄クハ51 （2代） → クハ1151（1961年。鋼体化） → 豊橋鉄道ク2811（1979年）→ 廃車（1997年）
- 7100（1955年） - 長野電鉄クハニ61 （2代） → モハ1102（1961年。鋼体化） → 伊予鉄道モハ603（1979年譲渡。新性能化）→ 廃車（1995年）